# 防火対象物点検資格者
防火対象物点検資格者（ぼうかたいしょうぶつてんけんしかくしゃ、英: Inspector of the Fire Prevention Property）は、消防法施行規則（昭和36年自治省令第6号）に定めのある防火対象物の用途の実態や消防計画に基づいた防火管理の実施状況等の火災予防に係る事項等を総合的に点検できる国家資格である。

## 概要

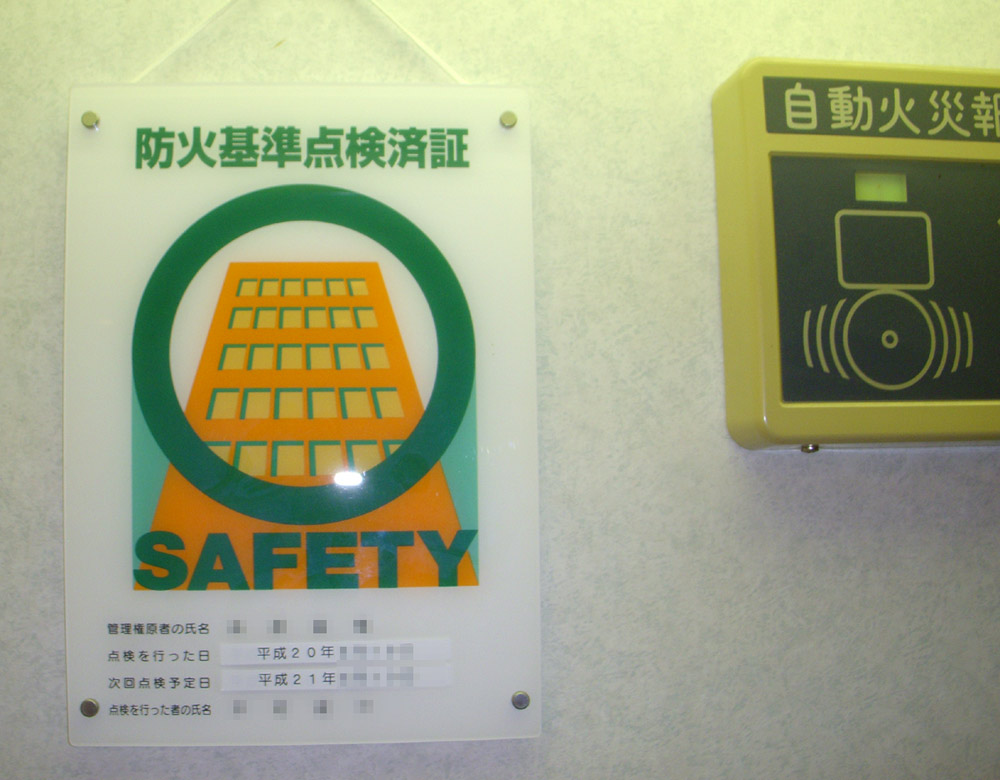
点検基準に適合している防火対象物に掲示される防火基準点検済証の一例

平成13年9月に発生した新宿区歌舞伎町ビル火災を契機として、平成14年4月に消防法の一部が改正され、新たに防火対象物定期点検報告制度が設けられた。
これを受けて、一般財団法人日本消防設備安全センター（以下、「安全センター」という。）は、総務大臣の登録講習機関として防火対象物点検資格者講習を全国各地で実施している。

## 点検報告を必要とする防火対象物
防火対象物の管理権原者が、防火対象物点検資格者に防火管理上必要な業務等について点検をさせ、その結果を消防長又は消防署長に報告することが義務づけられている防火対象物は、表1の用途に使われている特定防火対象物で、表2の条件に該当する防火対象物となっている。

## 新しく資格を取得する講習

### 講習の内容
講習は、4日間実施され、講習の最後には、2時間の修了考査が行われる。
| 日程  | 時間           | 講習科目等                 |
| ----- | -------------- | -------------------------- |
| 第1日 | 9：10～9：30   | 受付                       |
| 第1日 | 9：30～9：40   | 講習についての説明         |
| 第1日 | 9：40～11：40  | 防火管理の意義及び制度     |
| 第1日 | 12：30～14：30 | 火気管理                   |
| 第1日 | 14：40～16：40 | 施設及び設備の維持管理     |
| 第2日 | 9：10～9：30   | 受付                       |
| 第2日 | 9：30～11：30  | 防火管理に係る訓練及び教育 |
| 第2日 | 12：20～14：20 | 防火管理に係る消防計画     |
| 第2日 | 14：30～16：30 | 消防用設備等技術基準       |
| 第3日 | 9：10～9：30   | 受付                       |
| 第3日 | 9：30～10：30  | 消防用設備等技術基準       |
| 第3日 | 10：40～11：40 | 防火対象物の点検要領       |
| 第3日 | 12：30～16：30 | 防火対象物の点検要領       |
| 第4日 | 9：10～9：30   | 受付                       |
| 第4日 | 9：30～9：40   | 修了考査の説明             |
| 第4日 | 9：40～11：40  | 修了考査                   |

### 受講資格
講習は、次の13項目の受講資格のうちのいずれかに該当しなければ受けることができない。

- 消防法第17条の6に規定する消防設備士として、消防用設備等の工事、整備又は点検について3年以上の実務の経験を有する者
- 消防法施行規則第31条の6第6項に規定する消防設備点検資格者として、消防用設備等の点検について3年以上の実務の経験を有する者
- 消防法第8条第1項に規定する防火管理者として選任された者で、3年以上その実務の経験を有する者
- 消防法施行令第3条1項第1号イに規定する甲種防火管理講習又は同項第2号イに規定する乙種防火管理講習の課程を修了した者で、防火管理上必要な業務について5年以上の実務の経験を有する者
- 建築基準法第5条第1項に規定する建築基準適合判定資格者検定に合格した者で、建築主事又は確認検査員として2年以上の実務の経験を有する者
- 建築基準法施行規則第4条の20第1項に規定する特殊建築物等調査資格者として、特殊建築物等の調査について5年以上の実務の経験を有する者
- 建築基準法施行規則第4条の20第3項に規定する建築設備検査資格者として、建築設備の検査について5年以上の実務の経験を有する者
- 建築士法第2条第2項に規定する一級建築士又は同条第3項に規定する二級建築士として、建築物の設計若しくは工事監理又は建築工事の指導監督について5年以上の実務の経験を有する者
- 建築士法施行規則第17条の18に規定する建築設備士として、5年以上その実務の経験を有する者
- 市町村の消防職員として、火災予防に関する業務について、1年以上の実務の経験を有する者
- 市町村の消防職員として、5年以上その実務の経験を有する者
- 市町村の消防団員として、8年以上その実務の経験を有する者
- 建築基準法第2条第35号に規定する特定行政庁の職員として、建築行政に関する業務（防火に関するものに限る。）について5年以上の実務の経験を有する者

### 受講科目の一部免除
一定の要件に該当する者は、科目の受講免除を申請できる。ただし、修了考査は免除されない。

### 受講料等
科目免除等の有無により38,000円（消費税込）と36,000円（消費税込）に区分される（払込手数料は受講者負担。受講料のほか、合否判定結果通知郵送料82円が必要。）。

### 修了考査
修了考査は、科目免除をされた者を含め全員がすべての問題に解答する。修了考査の科目免除はない。
- 修了考査は、「防火管理の意義と設備の維持管理関係（防火管理の意義及び制度、火気管理、施設及び設備の維持管理）」12問、「消防設備・防火管理基準及び教育訓練関係（消防用設備等技術基準、防火管理に係る消防計画、防火管理に係る訓練及び教育）」14問及び「点検要領関係（防火対象物の点検要領）」10問に3分類して、合計36問を出題。

各分類ごとに50%以上で、全体の出題数の70%以上正解すると合格となる。修了考査の結果は、講習終了後おおむね30日後に通知し、安全センターのホームページでも公表する。

### 再考査
- 修了考査で不合格となった場合には、修了考査を受けた日から1年以内に1回に限り修了考査を受け直すことができる。
- 再考査は、各講習会における講習4日目の修了考査に併せて実施される。
- 再考査手数料は、3,390円（消費税込）。払込手数料は受講者負担。

## 5年ごとの再講習
防火対象物が大規模かつ深層化し、火災危険も複雑多様化するなかで、防火管理のあり方や法規制についても変化し改正されていることから、これらに対応した的確な最新の知識を得るために、防火対象物点検資格者には、再講習が義務づけられている。

### 再講習受講期限
- 免状の交付を受けた日以後における最初の４月１日から５年以内（再講習受講期限の延長が認められた場合にあっては、「再講習受講期限延長承認書」の延長期限の日まで）ごとに再講習を受講しなければならない。平成19年4月1日から平成24年3月31日までに交付された免状の有効期限につきましては、免状に記載されている有効期限の日以後における最初の3月31日までとなる。
- 再講習を受講しなかった場合には、消防法施行規則第4条の2の4第5項第6号の規定により資格が喪失する。

### 再講習受講期限の延長
次に掲げる事情により、安全センターが免状の有効期限内に再講習を受講できないことを認めた場合には、免状の有効期限の日から1年以内に限り再講習受講期限の延長が認められる（平成14年消防庁告示第9号）。再講習受講期限の延長を必要とする場合には、免状の有効期限の日までに「防火対象物点検資格者再講習受講期限延長申請書」に、再講習を受講することができない事情を証明する書類を添えて安全センターに申請する。申請書は、ダウンロードできる。
- 海外旅行をしていること。
- 災害による被害を受けていること。
- 病気にかかり、又は負傷していること。
- 法令の規定により身体の自由を拘束されていること。
- 社会の慣習上又は業務の遂行上やむを得ない緊急の用務が生じていること。
- その他、安全センターがやむを得ないと認める事情があること。

## 資格の喪失
防火対象物点検資格者は、次のいずれかに該当するときには、その資格を喪失する（消防法施行規則第4条の2の4第5項）。
- 精神の機能の障害により防火対象物点検資格者の業務を適正に行うに当たって必要な認知、判断及び意思疎通を適切に行うことができなくなったことが判明したとき。
- 禁錮以上の刑に処せられたとき。
- 法に違反し、罰金の刑に処せられたとき。
- 防火対象物の火災予防上必要な事項等の点検を適正に行っていないことが判明したとき。
- 資格、実務の経験等を偽ったことが判明したとき。
- 消防庁長官が定める期間ごとに登録講習機関の講習を修了し、当該登録講習機関が発行する免状の交付を受けなかったとき。